# Ilan Kebbal
Ilan Kebbal, né le 10 juillet 1998 à Marseille en France, est un footballeur international algérien qui évolue au poste de milieu offensif au Paris FC

## Biographie

### Débuts
Ilan Kebbal est né à Marseille de parents algériens originaires de la ville de Khenchela[réf. nécessaire], il est le cadet d'une fratrie de trois enfants (un frère et une sœur). Ses parents ont longtemps travaillé dans une boulangerie, avant de changer de profession. Il grandit dans le quartier des Néréides à Saint-Marcel dans le 11e arrondissement de Marseille.
Il effectue plusieurs essais dans des clubs français où il est recalé en raison de sa petite taille,. Il passe ensuite par le centre de formation des Girondins de Bordeaux. Non conservé par les Girondins à l'été 2018, il fait le choix de rejoindre le FC Côte Bleue en N3,. Le 12 juin 2019, il rejoint le Stade de Reims, où il intègre dans un premier temps l'équipe réserve du club.
Il est prêté le 2 juillet 2020 à l'USL Dunkerque pour une saison,, il découvre alors la Ligue 2 avec le promu.

### Retour à Reims
De retour au Stade de Reims à l'été 2021, Ilan Kebbal découvre alors la Ligue 1, jouant son premier match dans cette compétition et pour Reims le 8 août 2021, face à l'OGC Nice. Il entre en jeu et les deux équipes se neutralisent (0-0). Lors de la journée suivante, le 15 août face au Montpellier HSC, il inscrit son premier but en Ligue 1 après être entré en jeu, permettant à son équipe d'obtenir le point du match nul (3-3 score final). Sa prestation est saluée par la presse ce jour-là.

### Prêt au Paris FC
Le 1er septembre 2022, Ilan Kebbal est prêté au Paris FC pour une saison.
Kebbal inscrit son premier but pour le Paris FC face au Chamois niortais le 25 février 2023, en championnat. Il participe à la victoire de son équipe (3-0).

### En sélection
En 2018, Ilan Kebbal est convoqué pour un stage avec la sélection algérienne des U21.
En octobre 2021, Ilan Kebbal est convoqué pour la première fois avec l'équipe nationale d'Algérie par le sélectionneur Djamel Belmadi afin de remplacer Adam Ounas, forfait.

## Statistiques

### En club
| Saison                | Club                       | Championnat           | Championnat | Championnat | Championnat | Coupe(s) nationale(s) | Coupe(s) nationale(s) | Coupe(s) nationale(s) | Total | Total | Total |
| Saison                | Club                       | Division              | M.          | B.          | P.d.        | M.                    | B.                    | P.d.                  | M.    | B.    | P.d.  |
| 2016-2017             | Girondins de Bordeaux rés. | CFA 2                 | 9           | 0           | 0           | -                     | -                     | -                     | 9     | 0     | 0     |
| 2017-2018             | Girondins de Bordeaux rés. | National 3            | 15          | 0           | 0           | -                     | -                     | -                     | 15    | 0     | 0     |
| Sous-total            | Sous-total                 | Sous-total            | 24          | 0           | 0           | -                     | -                     | -                     | 24    | 0     | 0     |
| 2018-2019             | FC Côte Bleue              | National 3            | 19          | 3           | 1           | 2                     | 1                     | 0                     | 21    | 4     | 1     |
| 2019-2020             | Stade de Reims rés.        | National 2            | 15          | 3           | 6           | -                     | -                     | -                     | 15    | 3     | 6     |
| 2021-2022             | Stade de Reims             | Ligue 1               | 31          | 1           | 4           | 3                     | 0                     | 0                     | 34    | 1     | 4     |
| 2019-2020             | Lyon-La Duchère (prêt)     | National              | 5           | 2           | 0           | -                     | -                     | -                     | 5     | 2     | 0     |
| 2020-2021             | USL Dunkerque (prêt)       | Ligue 2               | 35          | 3           | 5           | 1                     | 0                     | 0                     | 36    | 3     | 5     |
| 2022-2023             | Paris FC (prêt)            | Ligue 2               | 25          | 4           | 7           | 4                     | 0                     | 0                     | 29    | 4     | 7     |
| 2023-2024             | Paris FC                   | Ligue 2               | 37          | 6           | 11          | 4                     | 2                     | 0                     | 41    | 8     | 11    |
| 2024-2025             | Paris FC                   | Ligue 2               | 30          | 5           | 7           | 1                     | 0                     | 0                     | 31    | 5     | 7     |
| 2025-2026             | Paris FC                   | Ligue 1               | 1           | 0           | 0           | -                     | -                     | -                     | 1     | 0     | 0     |
| Sous-total            | Sous-total                 | Sous-total            | 93          | 15          | 25          | 9                     | 2                     | 0                     | 102   | 17    | 25    |
| Total sur la carrière | Total sur la carrière      | Total sur la carrière | 222         | 27          | 41          | 15                    | 3                     | 0                     | 237   | 30    | 41    |

## Palmarès

### En club
| Paris FC                           |
| ---------------------------------- |
| - Ligue 2 : - Vice-champion : 2025 |

## Distinctions personnelles
- Élu meilleur joueur du mois du Stade de Reims en août 2021 [14]
- Nommé dans l'équipe type de Ligue 2 aux Trophées UNFP du football 2024[15]